# Dun (brunblakket)
Dun kaldes også brunblakket og er en farvebetegnelse hos heste. Den dunfarvede hest har sort man, hale og pandelok, samt en blanding af gule og sorte hår, evt. med blommer på kroppen. Den dunfarvede hest skal have en ål ned langs ryggen. Har hesten ikke ål, betegnes den som værende Buckskin.
 Der er for få eller ingen kildehenvisninger i denne artikel, hvilket er et problem. Du kan hjælpe ved at angive troværdige kilder til de påstande, som fremføres i artiklen.

| Dyr | Spire Denne artikel om dyr er en spire som bør udbygges. Du er velkommen til at hjælpe Wikipedia ved at udvide den. |